# 小野有五
小野 有五（おの ゆうご、1948年2月2日 - ）は、日本の地理学者（地球生態学・環境地理学・景観生態学）。北星学園大学経済学部元教授。北海道大学名誉教授。

## 来歴・人物

### 研究
- 中学生の頃より、山に深い関心を持ち、大学院では氷河地形の研究を進める。平川一臣との共同研究である北海道日高山脈の氷河地形とその下流の平野の地形発達の研究は、最終氷期における2回の寒冷期の存在を実証的に示し、かつ氷期／間氷期における気候変化と地形発達を流域スケールで解明した画期的な研究であった。1981年に発行された当時の地形学の知見の集大成である地形学辞典の編集に若くして加わり、その事業に貢献した。また1984年には、仏語『周氷河環境』を翻訳し、当時の寒冷地域の地形学に貢献した。大学院生時代に、同世代である平川一臣、岩田修二、小泉武栄らとともに「寒冷地形談話会」を発足させる。
- 氷河、周氷河地形研究をすすめるとともに、助手として所属した筑波大学水理実験センターにおいては、河川地形の研究も進めた。このような経験があり、北海道大学に移ってからは、良好な河川環境のための研究もすすめ、その活動の一環として千歳川放水路計画への反対活動に、環境科学者としての立場から関わることとなる。
- このほか、アイヌ語地名の復活やサンルダム建設に対する反対運動、原子力発電への反対運動、先住民の知恵を活かしたエコツーリズムの推進など、活動内容は多岐に渡るが、これらは小野本人において、「環境ガバナンス」の諸問題として位置づけられている。

### 活動
- 氷河期以来の地球環境変化、地理学的研究をベースにし、1990年以来とくに北海道での自然保護運動を推進、最大の土木公共事業であった「千歳川放水路計画」を中止にさせることに成功した。市民のための科学、現実の環境問題に対処できる科学者をつくるために活動中である。
- 全国で初めて自治体がつくった「北海道アウトドア資格制度」の創設に関わり、その基本テキストを執筆・編集した。北海道の自然やアイヌ文化をガイドできる若者を養成中である。
- 2000年岩手大学と共同調査で鹿追町の駒止湖一帯に永久凍土があることを突き止めた[2]。
- 2008年には「先住民族サミット」では共同代表をつとめるなどアイヌ民族の権利回復をもとめる運動も積極的に行っている。

### 略年譜
- 1948年 東京都にて生まれる。
- 1970年 東京教育大学理学部地学科卒業。
- 1972年 東京教育大学大学院理学研究科地学専攻修士課程修了（理学修士）。
- 1975年 東京教育大学大学院理学研究科地学専攻博士課程修了、「北海道日高山脈および十勝平野西部にかけての第四紀地質学的研究」で理学博士の学位を取得。
- 1975年 筑波大学地球科学系助手。
- 1981年 筑波大学地球科学系専任講師。
- 1984年 パリ第7大学自然地理教室客員教授。
- 1986年 北海道大学大学院環境科学研究科助教授。
- 1987年 北海道大学大学院環境科学研究科教授。
- 1993年 北海道大学大学院地球環境科学研究科教授。
- 2011年 北海道大学名誉教授、特任教授。
- 2012年 北星学園大学経済学部教授。
- 2019年 北星学園大学定年退職[3]。

## 家族・親族
- 父である小野俊一は、ロシア文学者、生物学者、昆虫学者、社会運動家であり、父の元妻は小野アンナである。また、財界や学界、文化界に一族が広がっており、祖父は日本興業銀行総裁を務めた小野英二郎、叔父は画家の石井茂雄、従姉は元「ビートルズ」のジョン・レノン未亡人である前衛芸術家オノ・ヨーコである。

## 主な所属学会、研究会
- 地球圏生物圏国際共同研究計画(IGBP)古環境復元計画(PAGES)　日本代表
- 北海道の森と川を語る会　代表
- 北海道のエコツーリズムを考える会　代表
- 北海道自然保護協会
- 北海道高山植物盗掘防止ネットワーク
- 21世紀北海道のエネルギー政策を考える市民の会
- 北大キャンパスの樹林を考える市民の会
- 星座の会
- 北海道労働文化協会
- 知里幸恵生誕祭実行委員会
- 知里森舎
- 日本国立公園協会
- 台湾国立公園協会
- 北海道グリーンファンド
- とりかえそう北海道の川実行委員会

## 受賞歴
- 1996年 第44回産経児童出版文化賞受賞
- 2001年 第1回沼田眞賞（日本自然保護協会）受賞
- 2022年 顕著な地理学的実践賞受賞[4]

## 著書
- 『神々のみた氷河期への旅 空からみる北アルプス自然誌』大森弘一郎写真 丸善 1991年
- 「自然をみつける物語」岩波書店、1996年
  1. 　川との出会い
  2. 　森の時間
  3. 　山のひみつ
  4. 　島への旅
- 『アルプス・花と氷河の散歩道』文・写真 東京書籍 1997年
- 『開拓農村のくらし 大規模酪農のむら』小峰書店 ふるさとのくらし日本のまちとむら 1997年
- 『川とつきあう』自然環境とのつきあい方 岩波書店 1997年
- 『北海道森と川からの伝言』北海道新聞社 1997年
- 『ヒマラヤで考えたこと』岩波ジュニア新書 1999年
- 『自然のメッセージを聴く 静かな大地からの伝言』北海道新聞社 2007年
- 『たたかう地理学』古今書院 2013年

### 共著編
- 『アメリカ大陸の自然誌 2 最初のアメリカ人』野上道男、斎藤成也、大貫良夫、関雄二、赤澤威共著 岩波書店 1992年
- 『北海道の自然史 氷期の森林を旅する』五十嵐八枝子共著 北海道大学図書刊行会 1992年
- 『基礎雪氷学講座 第4巻 氷河』藤井理行共編 古今書院 1997年

### 翻訳
- 「世界のジュニア・サイエンス」訳著 岩崎書店 1983年
11 自動車と鉄道
14 地球
15 宇宙
- H.M.フレンチ『周氷河環境』古今書院 1984年
- Ph.デュショフール『世界土壌生態図鑑』永塚鎮男共訳 古今書院 1986年
- イーフー・トゥアン『トポフィリア 人間と環境』阿部一共訳 せりか書房 1992年 ちくま学芸文庫　2008年

## 主要な研究論文
- 小野有五・平川一臣　「十勝平野西・南部の火山灰層序」『第四紀研究』13号、1974年、35-47頁。
- 小野有五　「氷河地形による最終氷期の降雪量の復元と海水準変動」『第四紀研究』21号、1982年、229-243頁。
- 小野有五・依田明実・後藤忠志　「登山道の侵食について」『森林航測』161号、1990年、15-19頁。
- 小野有五　「北の陸橋」『第四紀研究』29号、1990年、183-192頁。
- 小野有五　「地形学は環境を守れるか?」『地形』13号、1992年、261-281頁。
- 小野有五　「市民のための市民の科学を」『科学』71号、2001年、403-406頁。
- 小野有五　「アムステルダム宣言と地球環境科学の新時代」『科学』71号、2001年、1158-1160頁。